# Měsíc fotografie

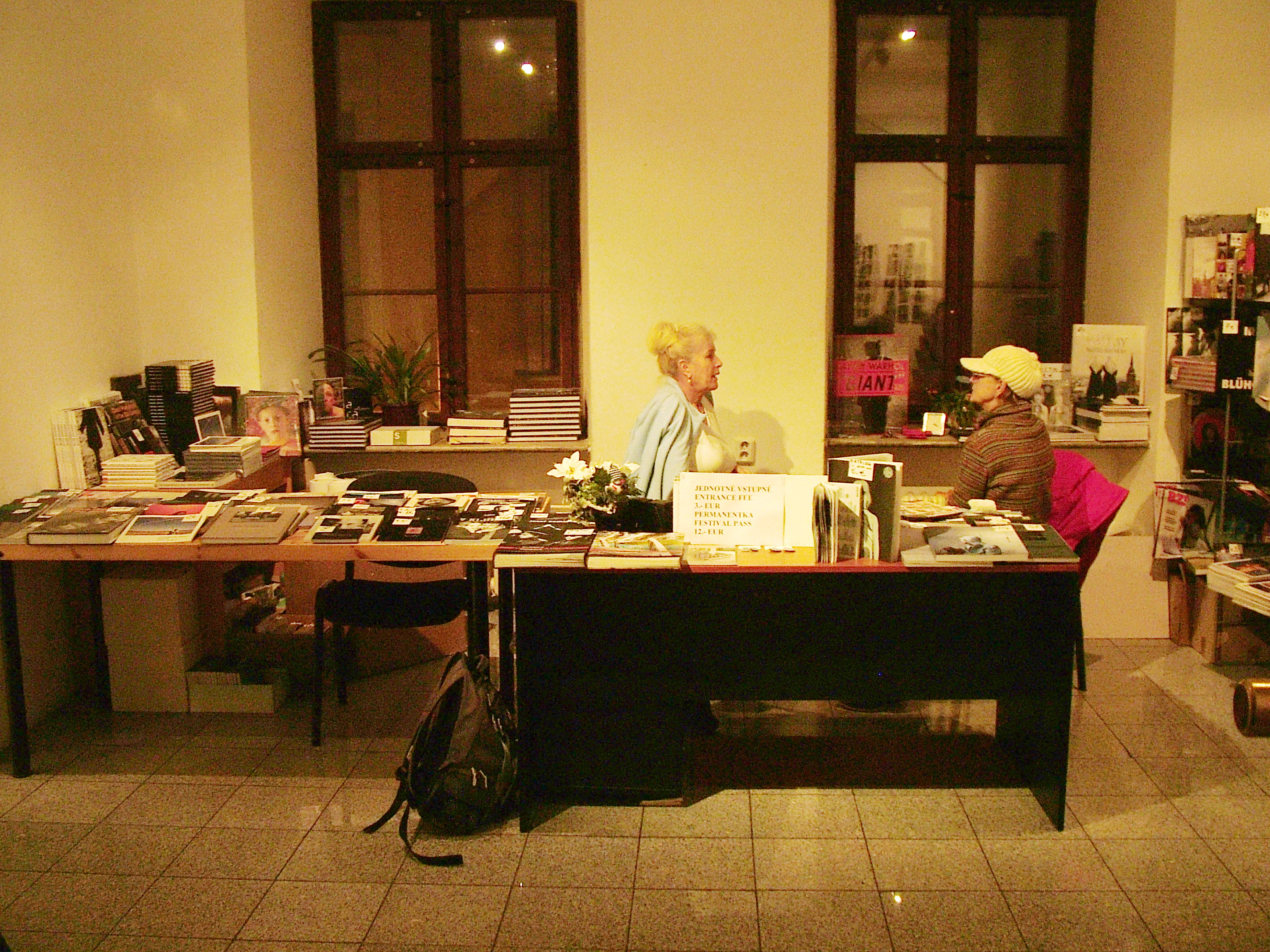
Středoevropský dům fotografie, 2011

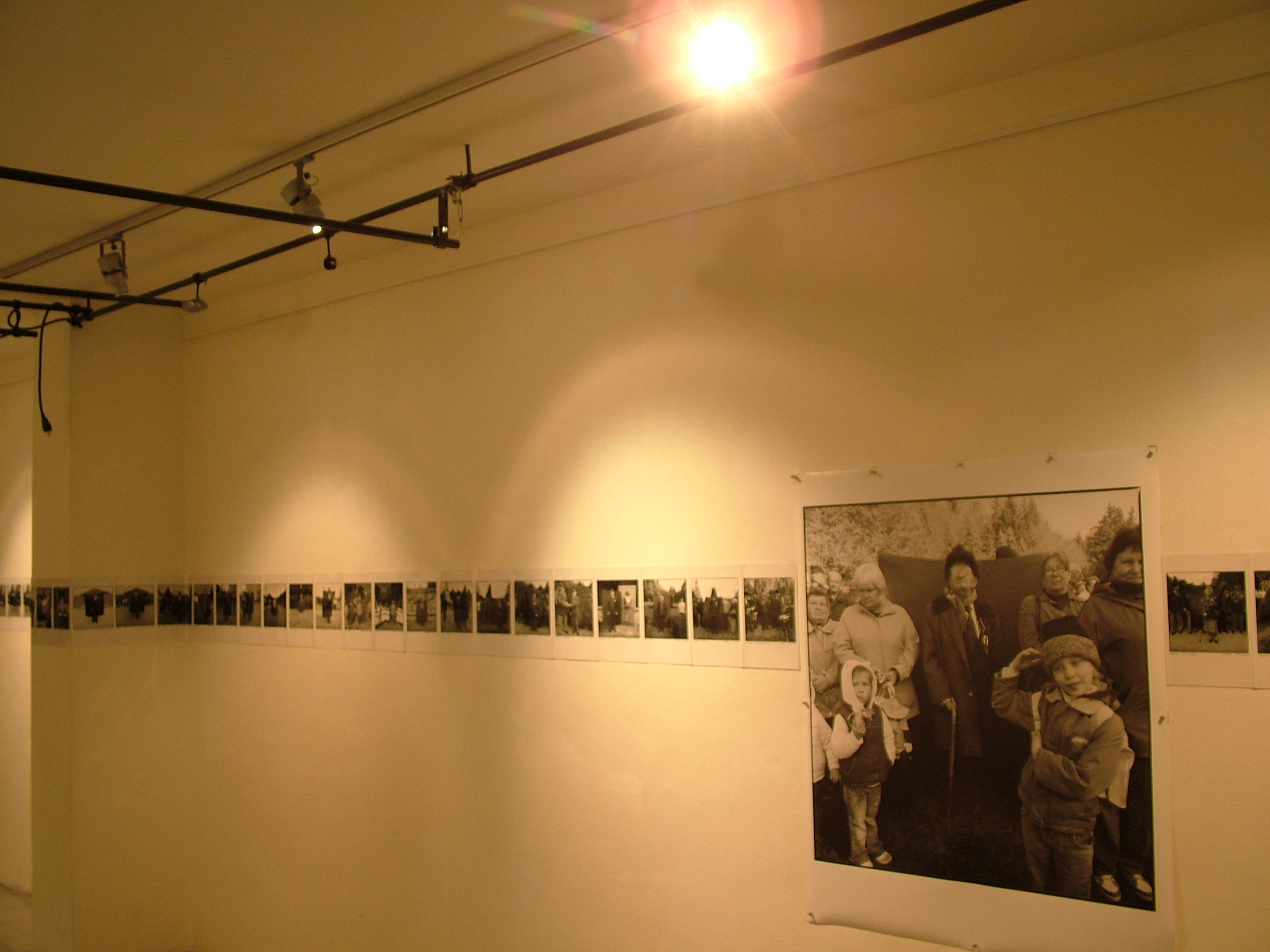
Výstava Jaroslava Žiaka Desať rokov, kurátor: Jozef Sedlák, 2011

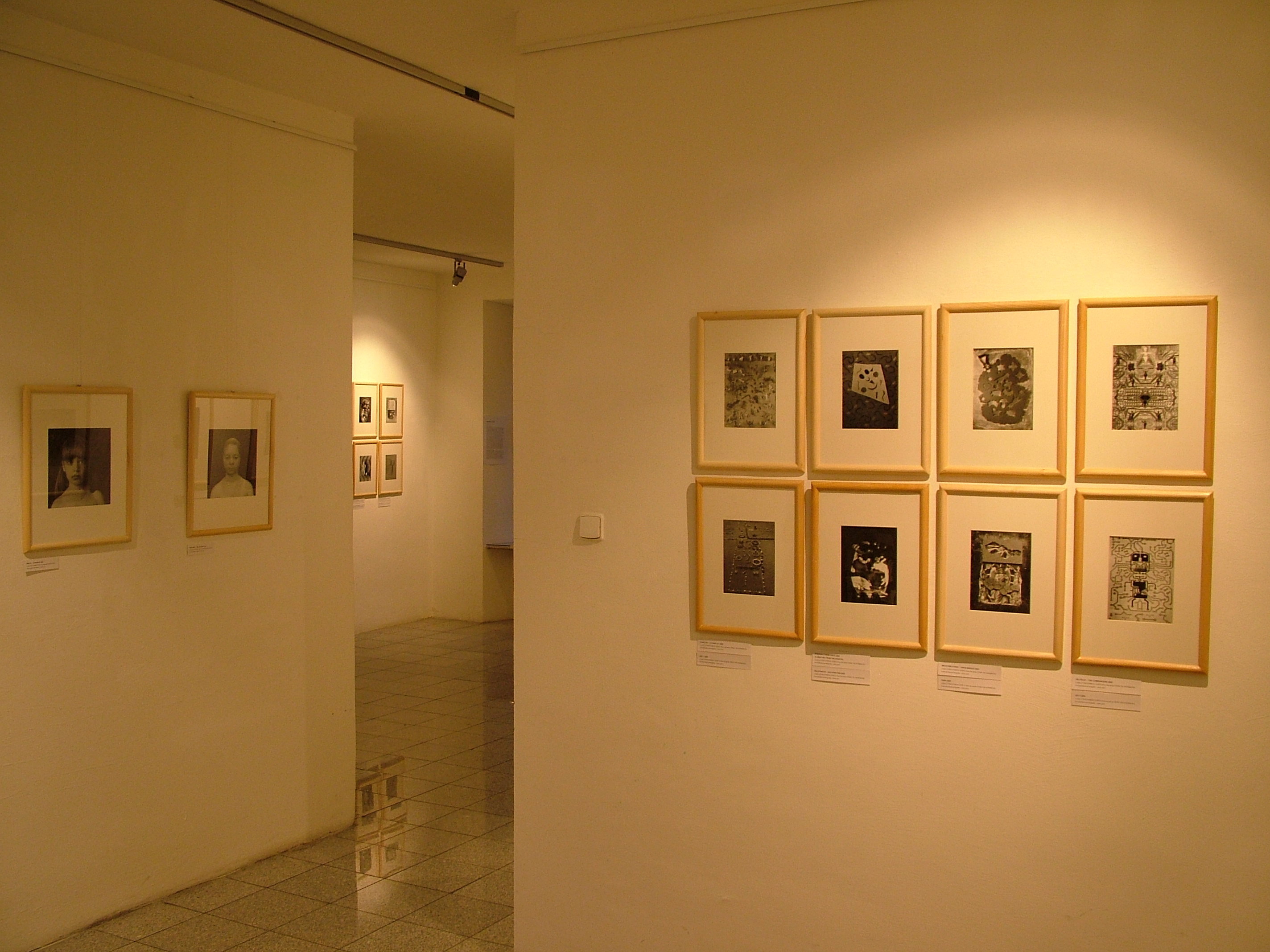
Výstava Jaroslava Žiaka Desať rokov, kurátor: Jozef Sedlák, 2011

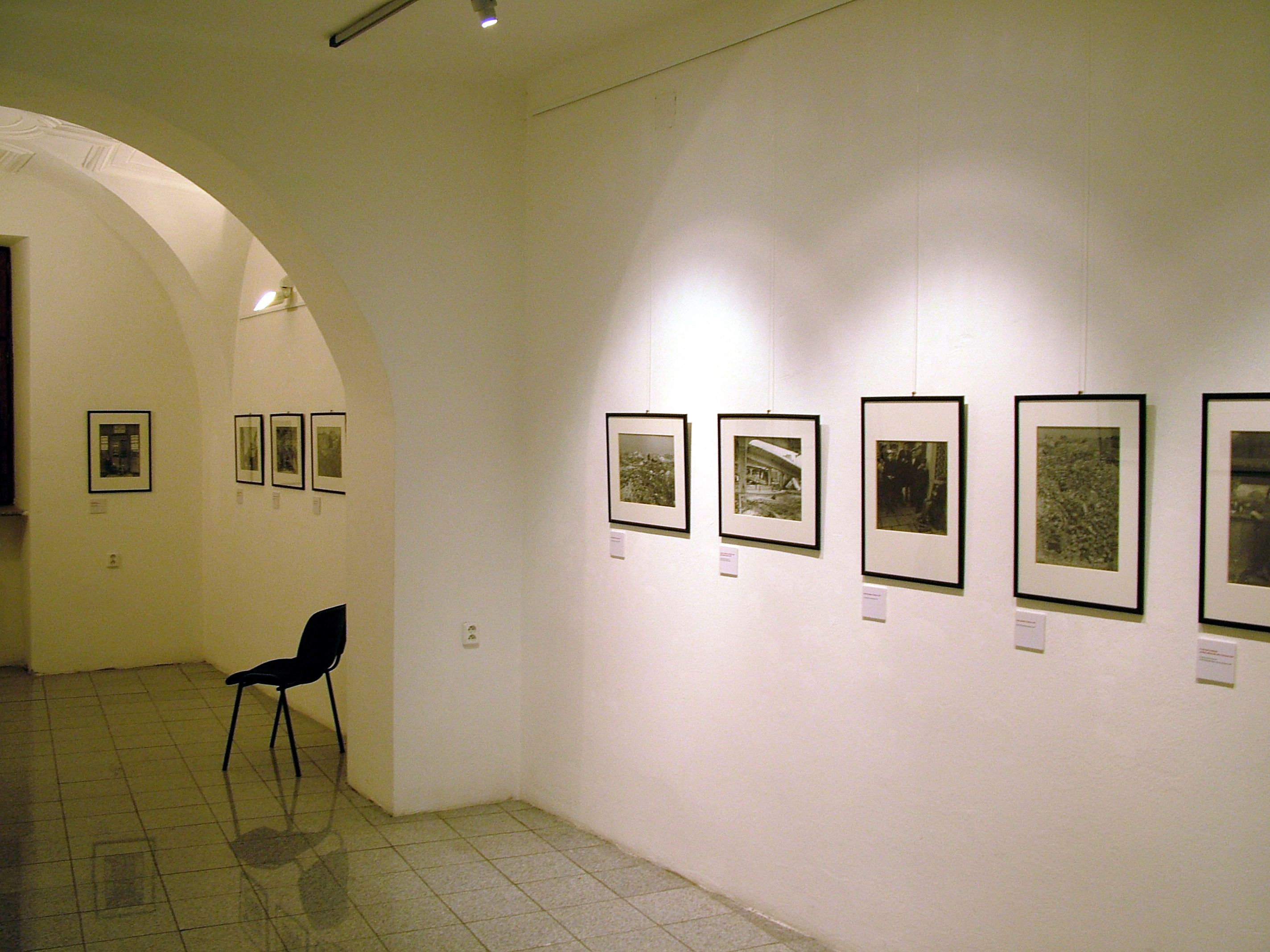
Výstava Jindřicha Marca, kurátor: Vladimír Birgus, 2011

Měsíc fotografie (slovensky Mesiac fotografie) je festival současné fotografie, který se každoročně koná v Bratislavě od roku 1990. Jeho hlavním tématem je prezentace fotografické tvorby ve střední a východní Evropě. Událost probíhá v rámci Evropského Měsíce fotografie - Paříž, Vídeň, Berlín, Moskva, Lucemburk, Budapešť a Lublaň. Mezi hlavní organizátory patří Středoevropský dům fotografie. Ačkoli výstavy probíhají celý měsíc, hlavním festivalovým víkendem s největším počtem vernisáží, které jsou přístupné veřejnosti, je první víkend fotofestivalu (kolem 2. 11.).

## Ročník 2013
Od 30. října do 30. listopadu 2013 se konal 23. ročník mezinárodního festivalu, který se stal součástí podzimních kulturních událostí nejen v Bratislavě, ale v celém středoevropském regionu. Bylo otevřeno 30 samostatných a společných výstav z více než 20. zemí světa a čtyř kontinentů. Výstavy doprovázela řada workshopů, komentovaných prohlídek, přehlídek portfólií, prezentace knih nebo konference. Hlavním tématem tohoto festivalu byly ušlechtilé tisky a návrat k technikám 19. století, které mají stále v záplavě digitální produkce své kouzlo.
Výstavy:
Zrcadlo s pamětí (nejstarší portrétní fotografie na Slovensku - daguerrotypie), Zaujatí krásou (padesátá léta ve slovenské dokumentární fotografii - Igor Grossmann, starší generace: Karol Kállay, Kamil Vyskočil, Anton Šmotlák, Jozef Nový, Igor Grossmann a další; mladá generace: Ján Cifra, Juraj Šajmovič, Miro Gregor, Alexander Strelinger a další), Přirozeně (naturalismus, autoři Karel Novák a Jock Sturges, kurátor Roman Franc), Sony World Photography Awards 2013, Tibor Huszár, Vnitřní okruh v současné české fotografii, Youngho Kang, G.R.A.M., Anna Strickland, Luca Gőbölyös, Graciela Iturbide, Anton Podstraský, Ulrich Seidl, Ján Krížik, Vladimír Židlický, Gennady Meergus, Aftermath, Kódy reality, Arslan Ahmedov, Julia Pirotte, Libuše Jarcovjáková, Rajko Bizjak, Frame 12 (8. ročník mezinárodní fotografické soutěže), Claudio Hils, Vadim Guščin, Rafał Milach, Olivier Ciappa - Imaginární páry, Jan Brykczyński, Ján Kekeli, Jana Hojstričová.
Výstava Vnitřní okruh obsahuje díla padesáti autorů různých generací od etablovaných autorů Ivana Pinkavy, Jiřího Davida, Pavla Máry, Dity Pepe, Pavla Baňky či Veroniky Bromové až po současné studenty a nedávné absolventy různých uměleckých škol. K výstavě, kterou sestavil Vladimír Birgus, vyšel katalog. Všichni vystavující autoři: Barbora Bálková, Pavel Baňka, Lenka Bláhová, Veronika Štrek Bromová, Radek Brousil, Michaela Čejková, Jiří David, Milena Dopitová, Libor Fojtík, Anna Gutová a Gabriel Fragner, Sylva Francová, Jiří Hanke, Jiřina Hankeová, Jolana Havelková, Libuše Jarcovjáková, Jakub Jurdič, Tereza Kabůrková, Lenka Klodová, Vendula Knopová, Jaroslav Kocián, Gabriela Kolčavová, Juliana Křížová & Jakub Vlček, Barbora Kuklíková, Zdeněk Lhoták, Petra Malá Miller, Pavel Mára, Silvie Milková, Vladimír Kiva Novotný, Pavla Ortová, Dita Pepe, Ivan Pinkava, Václav Podestát, Daniel Poláček, Johana Pošová, Míla Preslová, Vojtěch V. Sláma, Michaela Spurná, Petra Steinerová, Jiří Šigut, Julie Štybnarová, Tomáš Třeštík, Alexandra Vajd & Hynek Alt, Magda Veselá, Petr Willert, Žaneta Zmudová, Barbora a Radim Žůrkovi.

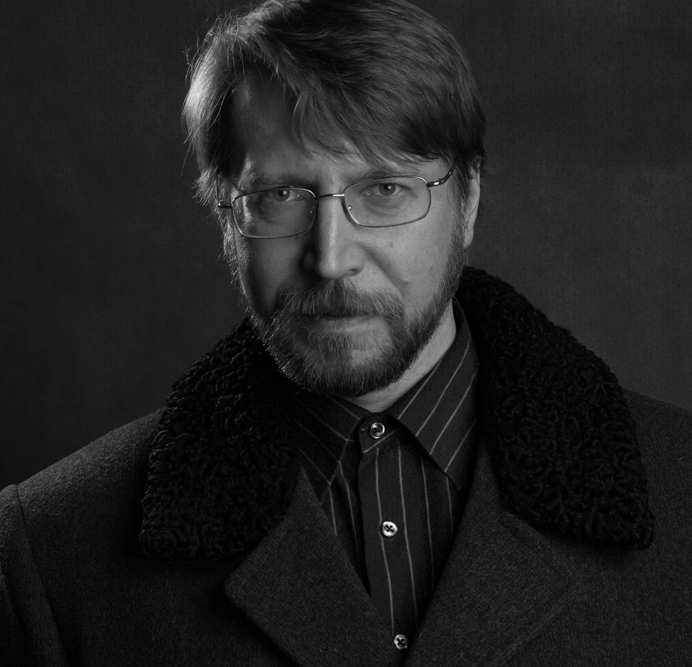
Vadim Guščin
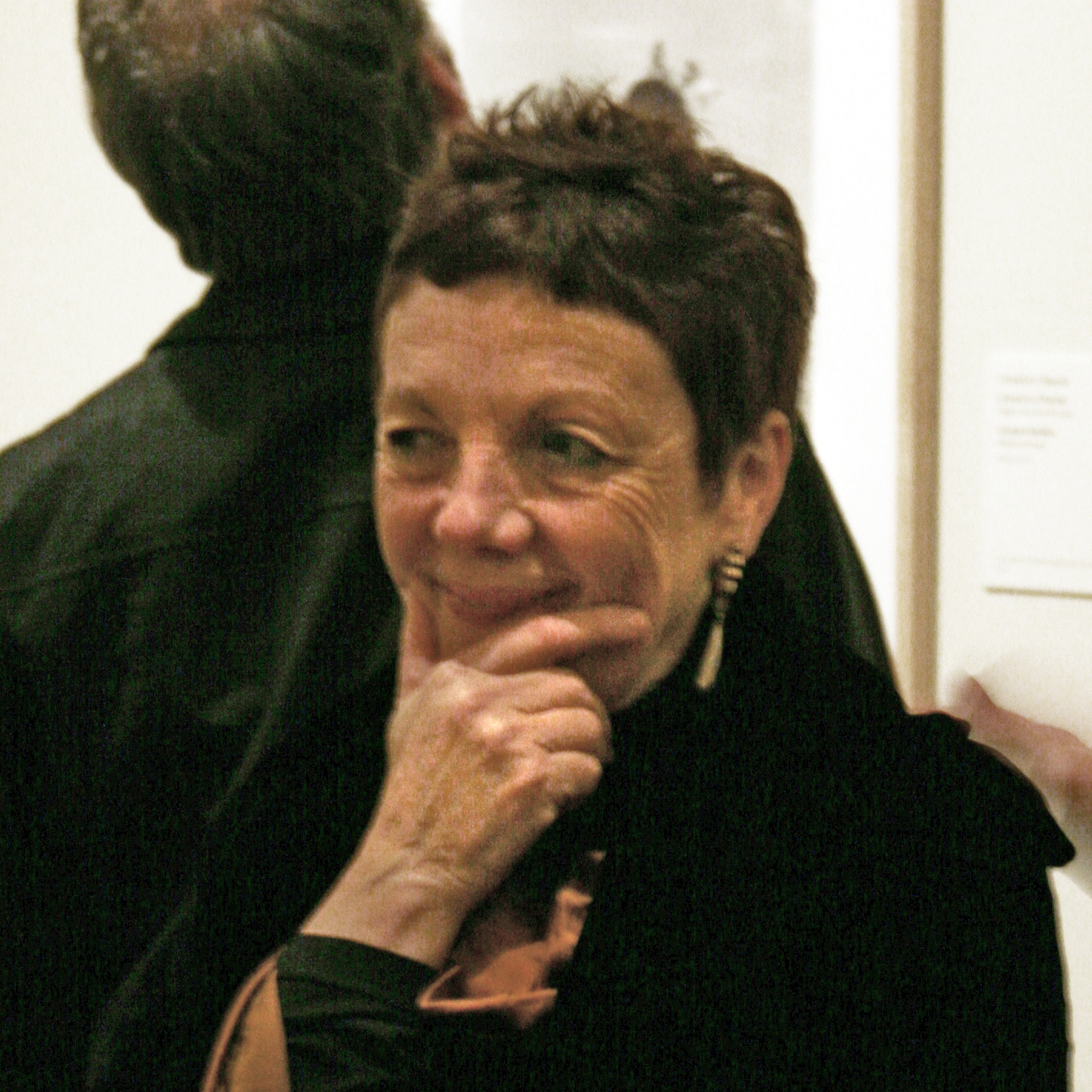
Graciela Iturbide

## Ročník 2012
Pořadatelé představili 28 individuálních a kolektivních výstav. Hlavním tématem festivalu byl život menšin – Rómů, Rusínů – v majoritní spoločnosti. Tohoto ročníku se zúčastnili:
Slovensko: Táňa Hojčová, Jan Hojstričová, Martin Kollár, Andrej Balco, Šymon Kliman, Viliam Ropp (Francie), Stano Pekár, Jozef Ondzik, Tomáš Leňo, Rusniaks (Lucia Nimcová), Josef Hofer, Peter Župník, Andrej Bán.
Střední a východní Evropa: Pavel Mára (Česko), Tamas Schild (Maďarsko), Vilém Reichmann a Miloš Koreček (Česko)
FRAME '11: Present continous (Feket Zsolt, Erdei Krisztina, Kudász Gábor Arion, Dóka Béla), Andrzej Jerzy Lech. Quotes from one reality. Photographs from 1978-2010, Mladá ruská fotografie, Eric Stephanian (Armenie), Antonio Živkovič (Slovinsko), Boris Yanev (Bulharsko)
Vystavovatelé ze světa: Lewis Hine (USA, snímky z výstavby budovy Empire State Building a dětské práce, ze sbírek George Eastman House), Robert Capa (USA, Maďarsko), Walter Bergmoser (Německo, Korea), Roman Bezjak (Německo), Jurgen Klauke (Německo) a 100 x Z DEJÍN FRANCÚZSKEJ FOTOGRAFIE (historie francouzské fotografie), National Geographic (Očami National Geographic).
Během festivalu proběhla celá řada přednášek: Irina Čmyreva: Současná ruská fotografie, Jozef Ondzik
Tomáš Leňo: Projekt RUSÍNI (1980 – 2012), Adam Mazur: Medzi históriou asúčas nosťou. Nové javy v poľskej fotografii po roku 2000, PORTFOLIO REVIEW 2012: medzinárodná prehliadka portfólií 14. medzinárodné stretnutie fotografov. A celá řada dílen: Roberto Muffoletto (USA): Lovec, lov, lovení; Pavel Mára: Fotografická premena ľudského tela Fotografia aktu; William Ropp (Francie): Sochař stínu, akt, portrét; Viktor Kolář, Adam Mazur (Polsko), Kamil Varga: Akt, Andrej Bán reportáž; Andrej P. Florkowski (PL): inscenovaná fotografie, reportáž.

## Ročník 2011
V tomto roce vystavovali účastníci na několika výstavách po celém městě. Celkem se uskutečnilo 26 individuálních a kolektivních výstav autorů z celého světa. Například David LaChapelle (USA), humanistický reportér Karol Kállay (SR), Jan Saudek (CZ), Vyznání Ostravě od českého dokumentaristy Viktora Koláře (CZ). Portugalská fotografie: tvorba z let 1890–1974, Joshua Benoliel, ale také díla současné skupiny Kameraphoto. Slovenská národní galerie v Esterházyho paláci na výstavě Nové Slovensko, (ťažký) zrod moderného životného štýlu 1918 – 1949 představila díla kromě malířů, sochařů i některých fotografů: Miloš Dohnány, Juraj Jurkovič, Eugen Žunko, Ján Galanda, Jaromír Funke, Karol Plicka, Jan Lukas, Štefan Tamáš nebo Viliam Malík. Bratislavský Dům umění hostil výstavu Karol Kállay: Bratislava moja a také Maďarská fotografia 1914 – 1989. Ve Středoevropském domě fotografie vystavovali Jindřich Marco a Jaroslav Žiak. Další autoři: Birgit Jürgenssen; Viktor Kolář; Cristina Garcia Rodero (Portugalsko); Projekt IMAGINA - kolekce Španělských fotografů; Maďarská vysoká škola výtvarných umění, katedra intermédií; Katedra fotografie a nových médií VŠVU v Bratislavě; Státní vysoká škola filmová, televizní a divadelní v Łodzi; Jan Saudek; Janusz Szyndler; Irena Kalická; Tamas Dezso; Katedra fotografie FAMU v Praze; Olivier Culmann; Iiu Susiraja; Josef Bolf, Daniel Pitín, Jiří Petrbok, Martin Gerboc, Juraj Kollár, Erik Šille, Lubomír Typlt; Ildi Hermann; Raina Vlaskovska, Nikita Pirogov; Eva Bertram; Marko Lipuš; Kamila Musilová nebo David Lachapelle.

## Ročník 2010
V tomto roce se konal 20. ročník festivalu, jehož hlavním tématem byla fotografická tvorba ve střední a východní Evropě.
Individuálních výstav se zúčastnili:

### Slovensko

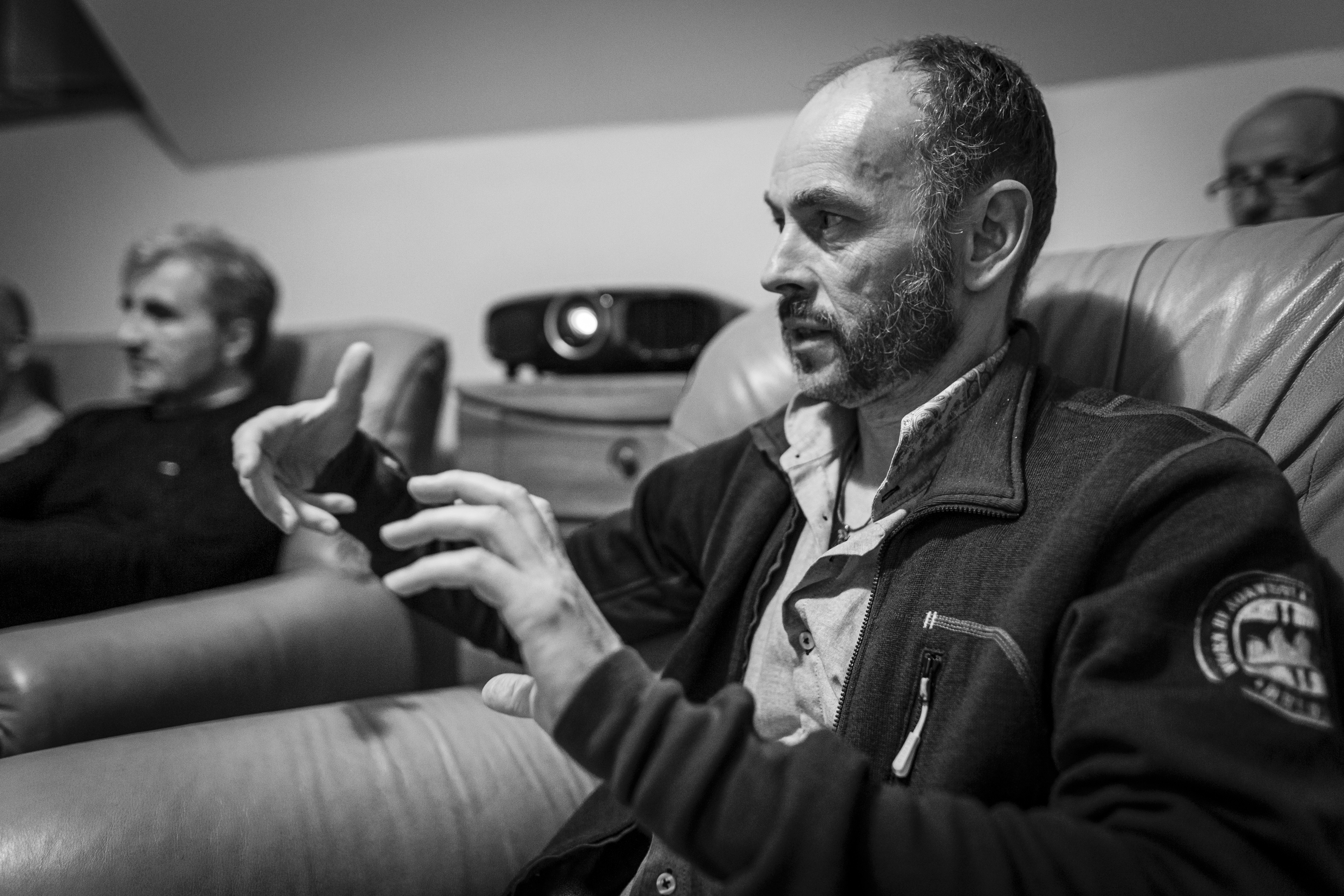
Robo Kočan

- Jozef Ort-Šnep, Robo Kočan, Ján Cifra; Matúš Zajac (Berlín); Petra Cepková (Vídeň); Dorota Sádovská (Varšava); Olja Triaška Stefanović (Budapešť)

### Střední a východní Evropa
- Stanislaw Ignacy Witkiewicz (Witkacy, Polsko), Zorka project (Polsko), Péter Szabó Pettendi, Anna Fabricius (oba Maďarsko),František Drtikol (ČR), Jan Lukas: Italský deník 1965/66 (ČR), Josef Moucha: Kto sa na vojnu da... (Mošnov, 1982) (ČR), Nicu Ilfoveanu (Rumunsko), Ivars Gravlejs (Lotyšsko), Frank Robert (Německo, Rakousko), Veneta Zaharieva (Bulharsko).

### Svět
Martin Parr (Spojené království), Ji hun Kwoin (Korea), Ouka Leele (Španělsko), Malick Sidibé (Bamako - Mali) (en:Malick Sidibé), Polixeni Papapetrou /Austrálie/, Marcos López /Argentina/, Chien-Chi Chang (Tchaj-wan) (en:Chien-Chi Chang)

## Ročník 2009

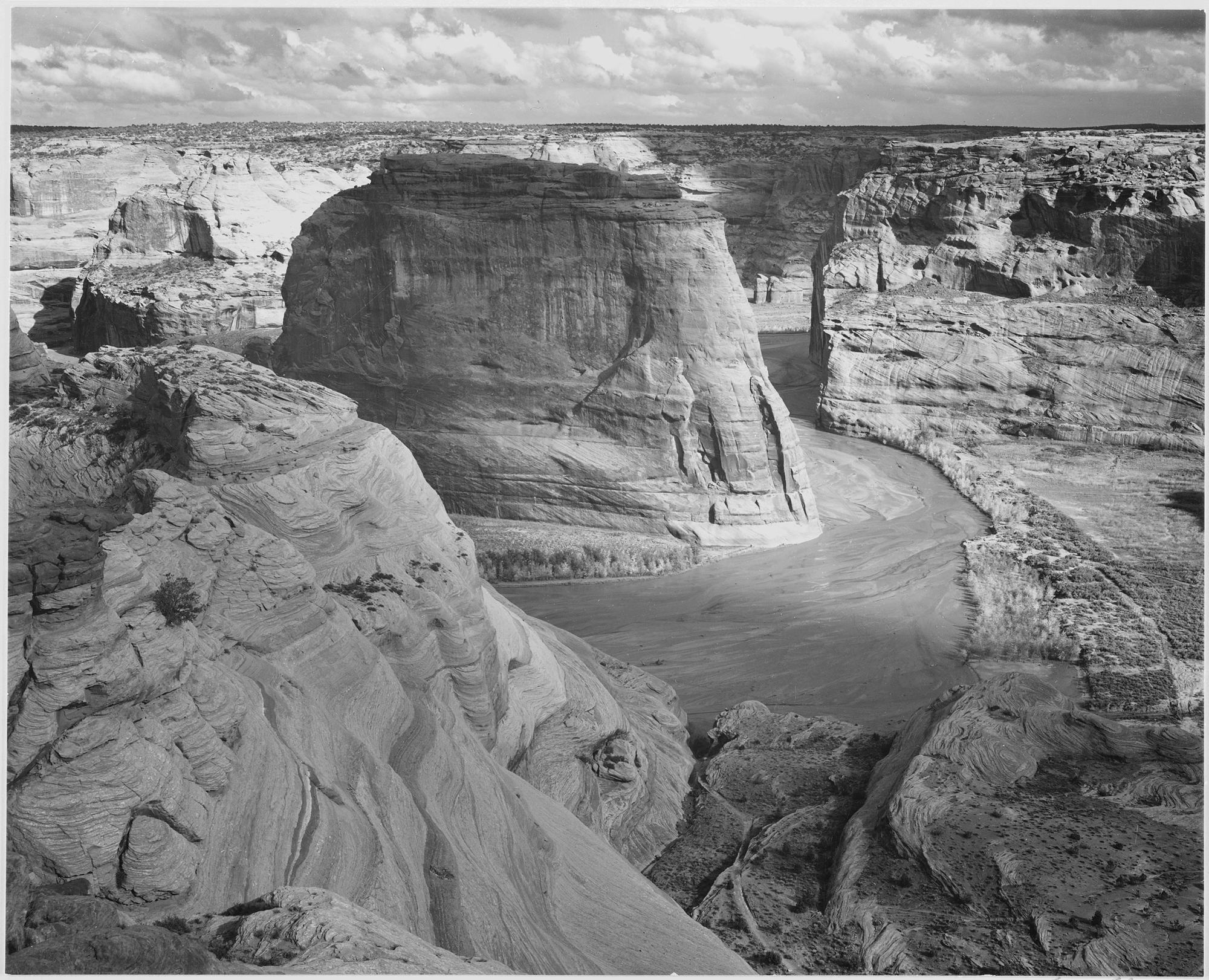
Ansel Adams, Canyon de Chelly, 1941

Výstava obsahovala širokou škálu druhů fotografických žánrů od klasické přes experimentální, avantgardní až na hranici výtvarného umění, dokumentu a novinářské fotografie aktualit.
U příležitosti devatenáctého ročníku festivalu se konala výstava amerického krajináře Ansela Adamse. Ze světových autorů byli dále zastoupeni například Inge Morath, Juan Manuel Castro Prieto, Imogen Cunningham. Pilotním tématem bylo 20. výročí od pádu komunismu. Z českých autorů vystavovali svá díla Vladimír Židlický, Vladimír Birgus, Štěpánka Stein a Salim Issa, Barbora a Radim Žůrkovi; ze slovenských autorů vystavovali Juraj Bartoš, Alexander Strelinger, Matúš Zajac, Dorota Sadovská, Branislav Kropilák. Z dalších evropských umělců byli zastoupeni Andrei Polushkin, Tomek Sikora, Timotheus Tomicek, Lenke Szilágyi, Aleksandar Bogdanov a Costas Ordolis.

## Ročník 2008
Festival tradičně předvedl slovenské, české, středo a východoevropské autory a reprezentativní výstavy vybraných zemí. V roce 2008 to byla Itálie v čele s Oliviero Toscanim a Mario Giacomellim. Dále se představili Thomas Hoepker, fotoreportér Valerija Ščekoldin; ze Slovenska své fotografie ukázali Andrej Bán, Karol Kállay nebo Otakar Nehera.

## Ročník 2007
Součástí tohoto ročníku byli členové agentury Magnum - Ital Paolo Pellegrin a Belgičan Carl de Keyzer. Ze slovenských autorů byli zastoupeni Peter Župník, Fero Tomík, Petra Bošanská a Dominika Horáková. Spekulovalo se také o tom, jestli je český fotograf Miroslav Tichý vynikající umělec nebo neschopný amatér.

## Ročník 2006
V tomto roce vystavovali jmenovitě: Gustav Aulehla, Hannes Wallrafen, Andrzej Dudek-Dürer, Pavol Breir, Andrea Kalinová, Antonín Kratochvíl, Enikö Hangay, Arno Rafael Minkkinen, Romualdas Požerskis, Jana Ilková, Edward Burtynsky, André Kertész, Jiří David, Pavel Mária Smejkal, Han Sungpil a Chema Madoz.